# サンタンブロージョ・スル・ガリリャーノ
サンタンブロージョ・スル・ガリリャーノ（伊: Sant'Ambrogio sul Garigliano）は、イタリア共和国ラツィオ州フロジノーネ県にある、人口約870人の基礎自治体（コムーネ）。

## 地理

### 位置・広がり

#### 隣接コムーネ
隣接するコムーネは以下の通り。括弧内のCEはカゼルタ県（カンパニア州）所属を示す。
- ロッカ・デヴァンドロ (CE)
- サンタンドレーア・デル・ガリリャーノ
- サンタポッリナーレ

### 気候分類・地震分類
サンタンブロージョ・スル・ガリリャーノにおけるイタリアの気候分類 (it) および度日は、zona C, 1347 GGである。
また、イタリアの地震リスク階級 (it) では、zona 2B (sismicità media) に分類される。

## 姉妹都市
- サンタンブロージョ・ディ・トリーノ、イタリア
- サンタンブロージョ・ディ・ヴァルポリチェッラ、イタリア